# كريس كوهن (مغني)
كريس كوهن (بالإنجليزية: Chris Cohen)‏ هو مغني أمريكي، ولد في 1975.

## وصلات خارجية
- كريس كوهن على موقع ميوزك برينز (الإنجليزية)
- كريس كوهن على موقع أول ميوزيك (الإنجليزية)
- كريس كوهن على موقع ديسكوغز (الإنجليزية)